# أنديرس وندغرين
أنديرس وندغرين (بالنرويجية البوكمول: Anders Lundgren)‏ هو متسابق يخت نرويجي، ولد في 25 يونيو 1898 في أوسلو في النرويج، وتوفي في 28 أغسطس 1964.

## وصلات خارجية
- أنديرس وندغرين على موقع أوليمبيديا (الإنجليزية)